# Ктимена
Ктимена је у грчкој митологији била кћерка Лаерта и Антиклеје, Одисејева млађа сестра.

## Митологија
У Одисеји је помиње Еумеј, који је био одгајан заједно са њом и који је у њу био заљубљен. Према његовим речима, она је била добра и племенита девојка, која је послата у једну луку у Кефалонији, где се удала добивши вредне дарове. Према једном предању каснијег датума, она је постала супруга Еурилоха, пратиоца њеног брата на путу ка отаџбини.